# The Collective
The Collective, Inc. war ein US-amerikanisches Entwicklungsstudio für Computerspiele mit Hauptsitz in Newport Beach, Kalifornien. Seit ihrer Gründung 1997 hat die Firma mehrere Spiele entwickelt, die vorwiegend auf Filmen und Fernsehsendungen basierten.

## Geschichte
Die Firma wurde 1997 von Douglas Hare, Gary Priest und Richard Hare, drei ehemaligen Mitarbeitern von Virgin Interactive, gegründet. Die ersten Projekte der Firma waren die Portierungen der Spiele Men in Black und die Brettspielumsetzung Spiel des Lebens, die bis zu diesem Zeitpunkt nur für Windows erschienen waren, auf die Spielkonsole PlayStation. Die Entwickler arbeiteten überwiegend an Titeln, deren Namen aus Film und Fernsehen bekannt und für diese lizenziert waren. Sie entwickelten weiterhin eine eigene Spieleentwicklungssoftware mit dem Namen Slayer, die sie unter anderem für die Entwicklung der Spiele Buffy und Indiana Jones und die Legende der Kaisergruft benutzten. Im Jahre 2004 hatte die Firma 90 Angestellte.
Am 29. März 2005 wurde bekannt, dass sich The Collective mit Backbone Entertainment unter der Dachfirma Foundation 9 Entertainment zusammenschließen werden. Ab 2007 wiederum fusioniert The Collective innerhalb von Foundation 9 mit Shiny Entertainment zu Double Helix Games.

## Spiele
- 1998: Men in Black
- 1998: Spiel des Lebens
- 2000: Star Trek: Deep Space Nine – The Fallen
- 2002: Buffy the Vampire Slayer
- 2003: Indiana Jones und die Legende der Kaisergruft
- 2004: Wrath Unleashed
- 2005: Star Wars: Episode III – Die Rache der Sith
- 2006: Marc Ecko’s Getting Up: Contents Under Pressure
- 2006: The Da Vinci Code – Sakrileg